# Elegies
Elegies è un DVD del gruppo musicale statunitense Machine Head, pubblicato nel 2005 dalla Roadrunner Records. Il DVD immortala il concerto del gruppo tenutosi alla Brixton Academy di Londra nel dicembre 2004, oltre a contenere diverse clip inedite e un breve documentario sulla realizzazione dell'album Through the Ashes of Empires del 2003.

## Tracce
Concerto
1. Intro
2. Imperium
3. Seasons Whiter
4. Old
5. Bulldozer
6. Days Turn Blue to Gray
7. The Blood, the Sweat, the Tears
8. Ten Ton Hammer
9. The Burning Red
10. In the Presence of My Enemies
11. Take My Scars
12. Descend the Shades of Night
13. Davidian
14. Block

Materiale bonus
1. Imperium (Video)
2. Making of Imperium
3. The Blood, the Sweat, the Tears (Video)
4. Making of The Blood, the Sweat, the Tears
5. Days Turn Blue to Gray (Video)
6. Making of Days Turn Blue to Gray
7. Making of the Album